# Krzysztof Kocik
Krzysztof Kocik (ur. 25 lipca 1979) — polski siatkarz grający na pozycji przyjmującego. Karierę zawodniczą zakończył w roku 2014. Były trener w klubie GTPS Gorzów Wielkopolski.

## Kluby
- Stilon Gorzów Wielkopolski
- Morze Szczecin
- GTPS Gorzów Wielkopolski
- BKSCh Delecta Bydgoszcz (2006/07)
- Trefl Gdańsk (2007/08 – 2008/09)
- Amicale Laïque de Canteleu-Maromme (Francja) (2009/10 – 2010/11)
- GTPS Gorzów Wielkopolski (2011/12 – 2013/14)

## Największe sukcesy
- 1997 – IV miejsce Mistrzostw Świata Juniorów w Teheranie
- 1998/99 – brązowy medal Drużynowych Mistrzostw Polski (ze Stilonem Gorzów Wielkopolski)
- 1999/00 – srebrny medal Drużynowych Mistrzostw Polski (ze Stilonem Gorzów Wielkopolski)